# Uniwersytet im. Asena Złatarowa
Uniwersytet im. Asena Złatarowa (bułg.: Университет Проф. д-р Асен Златаров) – państwowa instytucja szkolnictwa wyższego z siedzibą w Burgasie, w południowo-wschodniej Bułgarii.
Uczelnia została założona 6 października 1963 roku dekretem nr 162 Rady Ministrów jako Instytut Technologii Chemicznej. W 1968 roku została przemianowana na Wyższy Instytut Technologii Chemicznej im. Asena Złatarowa. W dniu 1 sierpnia 1995 roku rezolucją Zgromadzenia Narodowego zmieniono nazwę na Uniwersytet im. Asena Złatarowa.
Ponad 320 wysoko wykwalifikowanych wykładowców uczy na uniwersytecie. Organizacja i zarządzanie procesem edukacyjnym na uczelni spełniają europejskie wymagania i kryteria jakościowego procesu edukacyjnego i badawczego. Uniwersytet został oceniony jako jeden z pierwszych w Bułgarii zgodnie z jakością badań naukowych według indeksu Hirscha.
Uniwersytet posiada nowoczesną bazę naukową i udogodnienia, które spełniają wymagania dotyczące wysokiej jakości edukacji. Składa się z sześciu budynków akademickich, obiektów sportowych, trzech akademików studenckich, trzech stołówek studenckich i centrum usług medycznych. Biblioteka uniwersytecka obejmuje bibliotekę centralną i trzy filie. Biblioteka oferuje materiały z różnych dziedzin wiedzy – badania społeczne, ekonomiczne, humanistyczne i techniczne. W czytelni znajduje się 150 wyposażonych miejsc. Studenci mają dostęp do naukowej bazy danych Scopus, Science Direct, EmBase, Web of Knowledge. Kierownictwo akademickie nieustannie dokłada starań w celu utrzymania, rozbudowy, efektywnego wykorzystania oraz modernizacji i renowacji dostępnych urządzeń materiałowych i technicznych.

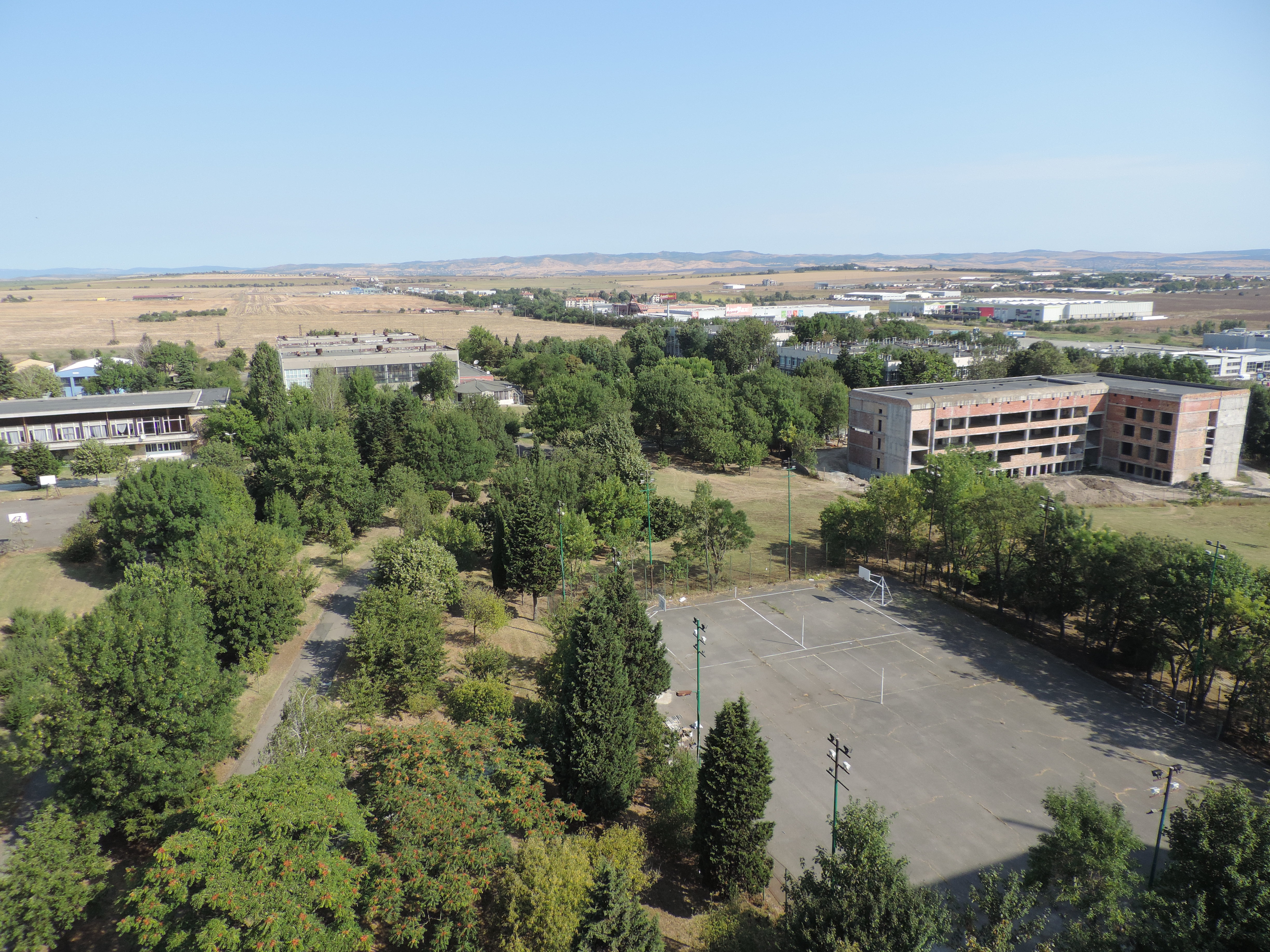
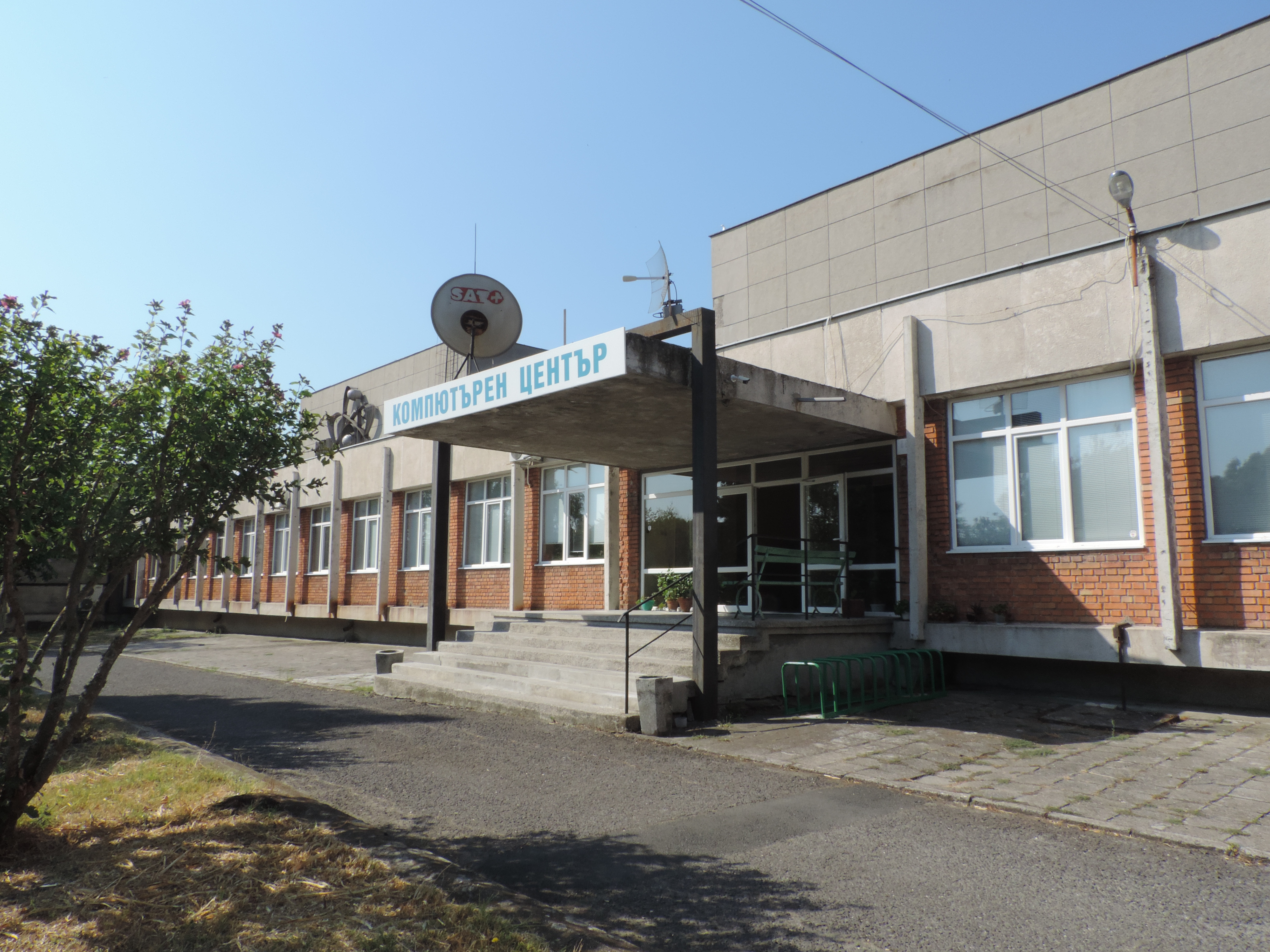
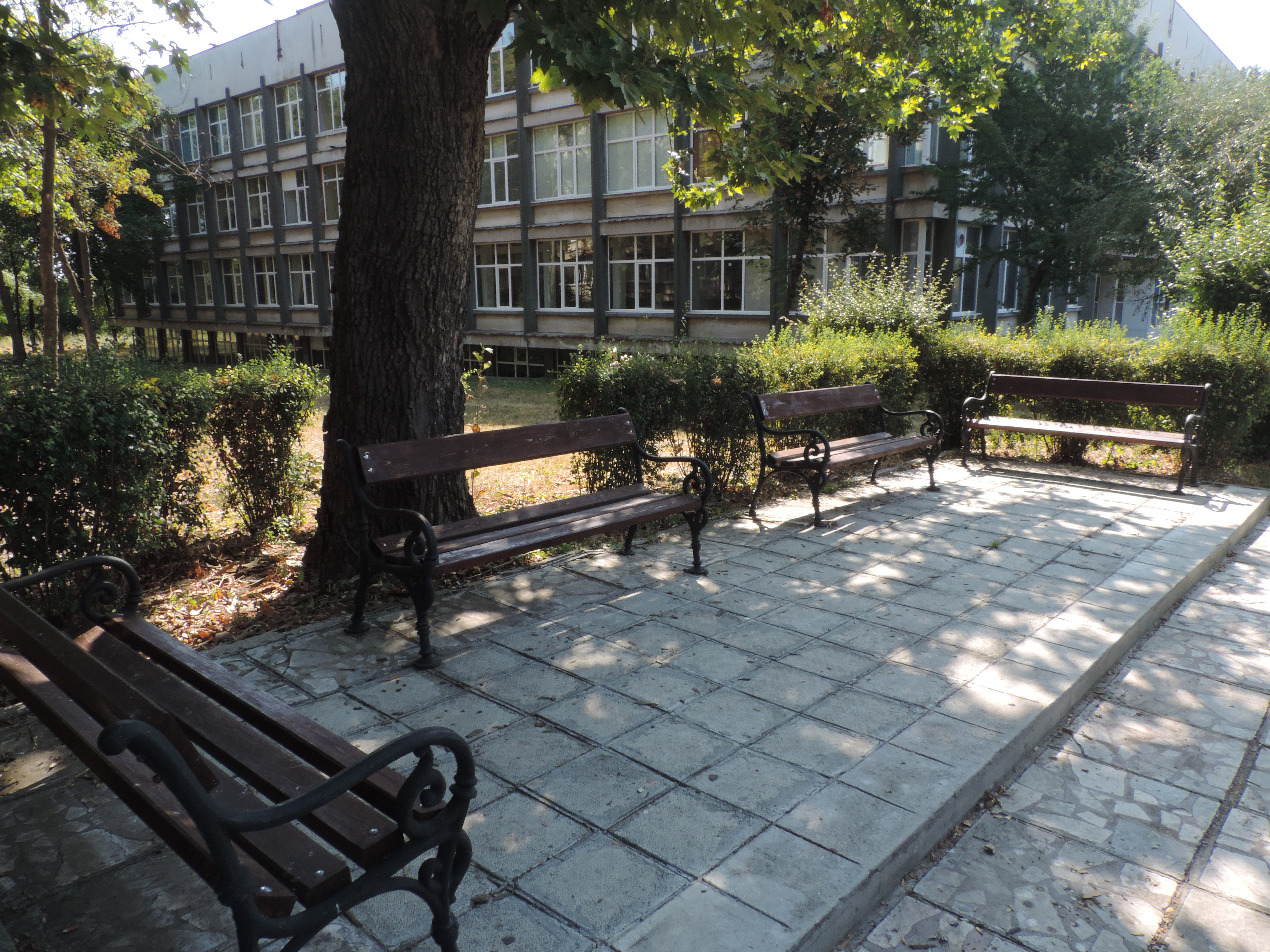
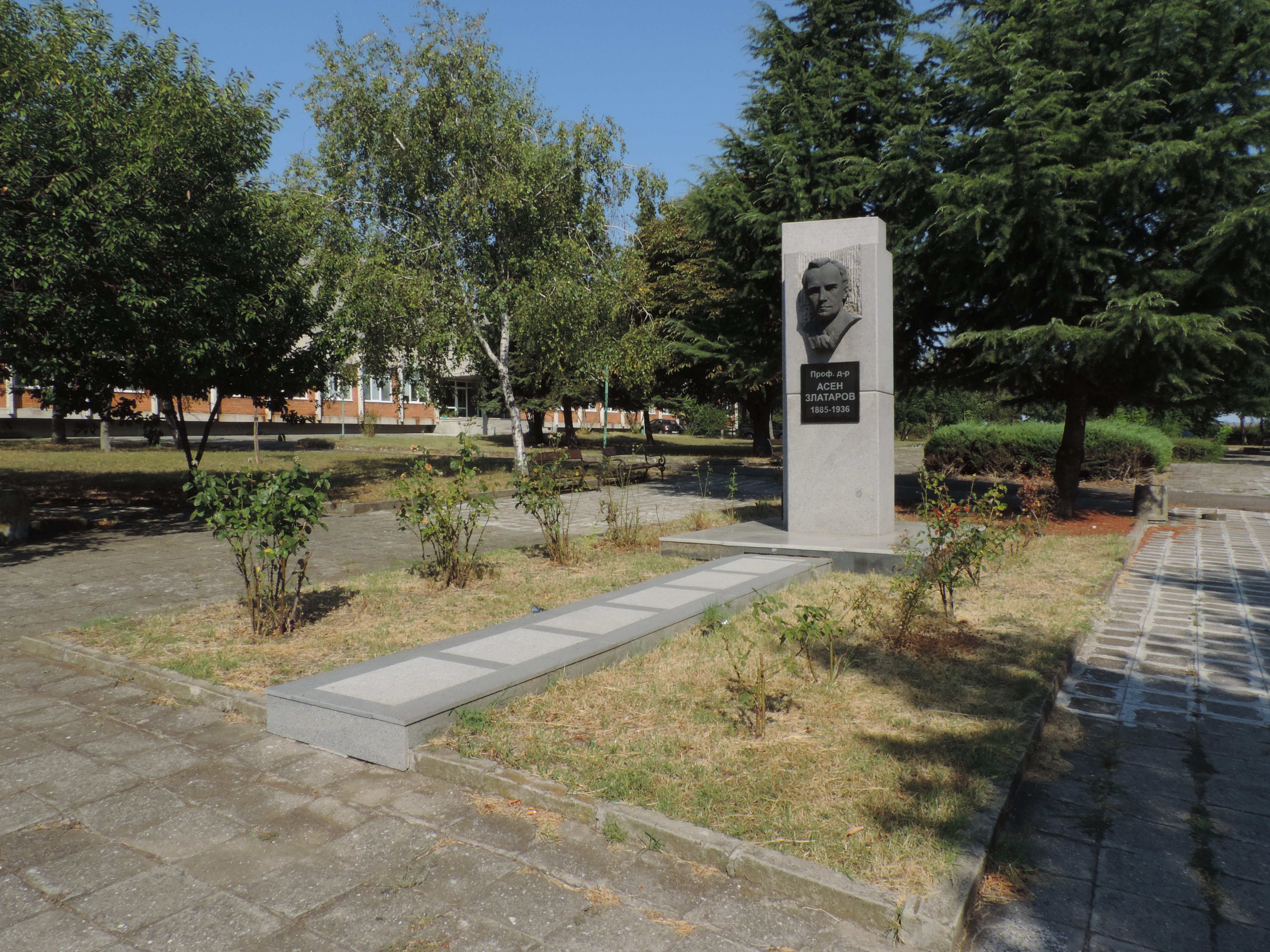